# 伊斯纳特
伊斯纳特，是西班牙安达卢西亚自治区马拉加省的一个市镇。 总面积8平方公里，总人口789人（2001年），人口密度99人/平方公里。